# Autor de còmic
Un autor de còmics, també anomenat historietista, és una persona que participa en la creació i la realització d'un còmic, sigui com a dibuixant, guionista o bé ambdós a l'hora. El terme també pot referir-se a altres professionals com l'entintador, el colorista, l'encarregat de la rotulació i, menys freqüentement als coordinadors editorials, feines de les que es pot encarregar igualment el guionista i/o dibuixant. Igualment, el terme també és utilitzat per designar al creador del personatge.

## Denominacions
Alguns dibuixants, com l'espanyol José González no es consideraven a ells mateixos autèntics autors, ja que no realitzaven els seus propis guions, sinó que més aviat es veien com a retratistes o il·lustradors.
El terme d'autor, és aliè a aquest àmbit fins a l'aparició del fenomen de l'anomenat "còmic d'autor" a la França dels anys 60, que és aplicat per teòrics com Antonio Lara García al professional que "crea alguna cosa inexistent i es responsabilitza totalment dels resultats, del text i de la imatge, encara que en alguns casos algú altre ho hagi escrit", de tal manera que és "capaç de concebre la totalitat de la seva aportació, sense excloure cap dels seus elements, icònic o textual" reservant per tant aquesta condició només al que guionitza i/o dibuixa.

## Especialització
Tradicionalment, la indústria del còmic ha requerit un treball col·lectiu, en el qual, a més de necessitar editors, gravadors, impressors, transportistes o venedors, s'ha produït una especialització dels propis historietistes. Es distingeixen així:

### Guionista
És el professional que realitza el guió del còmic, indicant-se que ha de ser capaç de «economitzar temps i imatges», dramatitzar els textos i introduir moviment, acció i suspens en la trama per aconseguir una gran intensitat narrativa.
L'autor espanyol Carlos Giménez és de l'opinió que la delimitació entre guionista i dibuixant només és recomanable si hi ha una comunicació total entre els dos, com la que pot donar-se entre Ventura y Nieto, José Muñoz i Carlos Sampayo o Mariel i Andreu Martín. Per contra, Sonia Pulido, considera «enriquidor» treballar amb les idees d'una altra persona i «fer teus temes que mai se t'acudirien» i "parlar d'allò que t'interesa a partir de les idees d'algú altre".

### Dibuixant

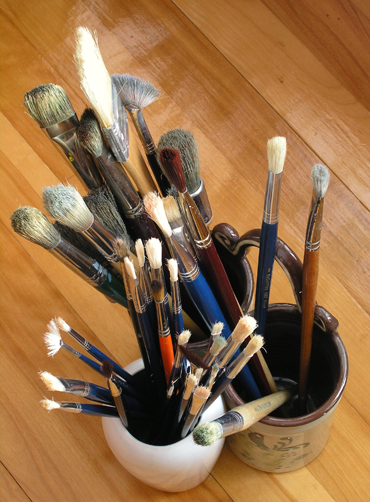
Diversos pincells.

La seva tasca comprèn la realització de l'esbós, llapis final i pot incloure l'entintat i el color. Pel crític Antonio Lara, el sistema industrial ha exigit durant molts anys "uns resultats, però no una estètica", concretades en el lliurament de "unes determinades pàgines en uns determinats terminis", amb les següents característiques: "aparença correcta; traç fàcilment reproduïble; composició clara, amb objectes i persones identificables, equilibri de llums i ombres; documentació ajustada encara que es tracti de gèneres no realistes, etc."
També s'afirma que "la historieta no és una qüestió de dibuixar molt bé, sinó de tenir molt clar el que vols explicar", de tal manera que, segons Josep Maria Beà "si t'excedeixes amb el dibuix, frenes el ritme narratiu". El dibuixant ha d'identificar-se "amb el guió i tractar de explicar-ho amb imatges", donant moviment i interès a aquest. En aquest sentit, es distingeixen "dues categories antagòniques entre dibuixants -els cal·ligràfics i els narratius-", preocupant els primers més per la creació de "estampes belles, destinades a la contemplació aïllada" que a l'encadenament de les mateixes en una totalitat significativa.
Per a Enrique J. Vieytes, el mestratge en aquesta forma de dibuixar no és producte del geni ni una major intel·ligència, sinó d'"organització, mètode i perseverança, posats en marxa cap a una fita clarament establerta." Jesús Blasco recalca que l'únic truc resideix a haver practicat i estudiat molt, considerant també indispensable l'esperit d'observació, i l'anhel d'experimentar. Aquesta disciplina, en què cal ajustar-se als límits de la vinyeta i el retolat, es torna incompatible amb l'ús de substàncies psicoactives, aplicades en ocasions en altres mitjans, com la literatura o la pintura.
Dibuixants com Jean Giraud afirmaven, a més, tenir "una bona pràctica en qüestió de solitud, que és la solitud de qui ha escollit el paper de veure, de visionar les coses, sentir, crear un món".
Era freqüent que disposessin d'un "arxiu en el qual es reunien i classificaven per matèries, tot tipus i classe de retalls que poguessin servir com a documentació" prefint posteriorment el recurs de col·leccions de llibres i enciclopèdies il·lustrades. Amb l'arribada de la informàtica, aquestes eines han estat complementades per l'escàner, la tauleta gràfica i el gran arxiu d'imatges que és Internet. En qualsevol cas, tot i l'ús puntual de documentació o apunts al natural, és fonamental saber dibuixar de memòria, sobretot les figures.

### Entintador
Un entintador o finalitzador, acaba i a vegades corregeix el dibuix a llapis utilitzant tinta (tradicionalment tinta xinesa) i un bolígraf o pinzell per crear una imatge d'alt contrast per fotografiar i imprimir. L'abast de la feina de l'entintador varia en funció de com és d'estreta la feina del dibuixant, però, tot i això, requereix l'habilitat d'un artista, i és més o menys actiu depenent la integritat dels llapis proporcionats.

### Colorista
És l'encarregat de posar color als dibuixos acabats d'un còmic, el que pot tenir un efecte sobre l'estat d'ànim i el significat. El colorejat pot ser fet per un (o un equip) professional independent del dibuixant. Si tradicionalment el colorejat es feia bàsicament amb guixos o aquarel·les, actualment també s'utilitza l'ordinador a partir de dibuixos escanejats.

### Retolista
Normalment separat de l'escriptor, el retolista és la persona que omple (i possiblement col·loca) les bafarades o globus de veu i els subtítols amb el diàleg i altres paraules destinades a ser llegides. Els retolistes també poden proporcionar un so per a les lletres, tot i que sovint ho fa el dibuixant. A occident, els còmics tradicionalment han estat escrits a mà, tot i que la composició en ordinadors s'ha convertit en cada vegada més habitual. La manera en què es retola les lletres del text influeix en com el missatge és interpretat pel lector, i el retolador pot suggerir el parallenguatge del diàleg variant el pes, la mida i la forma de la lletra.

## Reconeixement
Fins a finals del segle passat, en països com Espanya, els professionals del còmic han mancat de "les mínimes condicions de contractes, seguretat social, segur de desocupació" i "la propietat intel·lectual de les seves obres no és reconeguda amb l'eficàcia que ho són altres obres d'altres sectors".